# ماركوس فابر
ماركوس فابر هو سياسي ألماني، ولد في 4 فبراير 1984 في شتندال في ألمانيا. نشط حزبياً في الحزب الديمقراطي الحر. في الانتخابات الفيدرالية الألمانية 2017، انتخب عضو في البوندستاغ الألماني عن دائرة Altmark – Jerichower Land ‏ وقد انضم خلال البوندستاغ الألماني التاسع عشر (24 أكتوبر 2017 – ) للكتلة البرلمانية جماعة الديمقراطيين الأحرار ‏.

## وصلات خارجية
- الموقع الرسمي